# Sam Jones III
Samuel L. Jones III (Boston, 29 aprile 1983) è un attore statunitense.

## Biografia
Suo padre, Sam Jones, è stato un giocatore di basket dei Boston Celtics nel corso degli anni sessanta. Jones III inizia la sua carriera di attore nel 1999 con una piccola parte in un episodio della serie NYPD - New York Police Department. Nel 2000 prende parte alla serie TV CSI: Crime Scene Investigation. Per tre stagioni, dal 2001 al 2004, interpreta Pete Ross nella serie Smallville, trasmessa in italiano da Italia 1. La sua partecipazione a Smallville continuerà poi con alcune apparizioni in singoli episodi della serie, come compagno di scuola e amico di Clark Kent futuro Superman. Nella stagione 2005-2006 è protagonista in sette episodi di E.R. - Medici in prima linea e recita nel film Home of the Brave - Eroi senza gloria, accanto a Samuel L. Jackson. Nel 2009 fa parte del cast della serie televisiva Blue Mountain State.
Nell'ottobre 2009 viene trovato in possesso di 10,000 pillole di ossicodone ed è arrestato per detenzione con finalità di spaccio, rischiando una pena detentiva di 20 anni in un carcere federale. Il 22 giugno 2011, Jones è stato condannato a 366 giorni di reclusione da scontare in una prigione federale. Il giudice si è dimostrato clemente a causa del "ruolo marginale" che avrebbe avuto l'attore nella vicenda. Il procuratore distrettuale aveva chiesto inizialmente una pena di 5 anni di reclusione. Dal 2010 è legato a Karissa Shannon, con cui ha realizzato un sex tape.

## Filmografia

### Cinema
- Snipes, regia di Rich Murray (2001)
- Time X - Fuori tempo massimo (Zig Zag), regia di David S. Goyer (2002)
- Glory Road, regia di James Gartner (2006)
- Home of the Brave - Eroi senza gloria (Home of the Brave), regia di Irwin Winkler (2006)
- Krews, regia di Hilbert Hakim (2010)
- Of Fortune and Gold, regia di Jared Marshall (2015)
- Blue Mountain State: The Rise of Thadland, regia di Lev Spiro (2016)

### Televisione
- NYPD - New York Police Department (NYPD Blue) – serie TV, episodio 6x15 (1999)
- The Parent 'Hood – serie TV, episodio 5x11 (1999)
- Bayside School – serie TV, episodio 7x01 (1999)
- Pensacola - Squadra speciale Top Gun (Pensacola: Wings of Gold) – serie TV, episodio 3x02 (1999)
- Giudice Amy (Judging Amy) – serie TV, episodio 1x08 (1999)
- Pacific Blue – serie TV, episodio 5x16 (2000)
- CSI - Scena del crimine (CSI: Crime Scene Investigation) – serie TV, 2 episodi (2001)
- The Nightmare Room – serie TV, episodi 1x12-1x13 (2002)
- The Practice - Professione avvocati (The Practice) – serie TV, episodio 7x18 (2003)
- Settimo cielo (7th Heaven) – serie TV, episodio 10x12 (2006)
- For One Night, regia di Ernest Dickerson – film TV (2006)
- Bones – serie TV, episodio 3x06 (2007)
- Smallville – serie TV, 68 episodi (2001-2008)
- Army Wives - Conflitti del cuore (Army Wives) – serie TV, episodio 2x11 (2008)
- E.R. - Medici in prima linea (ER) – serie TV, 16 episodi (2005-2009)
- Safe Harbor - Un porto sicuro (Safe Harbor), regia di Jerry Jameson – film TV (2009)
- Blue Mountain State – serie TV, 13 episodi (2010)
- The Defenders – serie TV, episodio 1x03 (2010)

## Doppiatori italiani
Nelle versioni in italiano delle opere in cui ha recitato, Sam Jones III è stato doppiato da:
- Simone Crisari in Time X - Fuori tempo massimo, Home of the Brave - Eroi senza gloria
- Stefano Crescentini CSI - Scena del crimine
- Alessandro Tiberi in Smallville
- Fabrizio Vidale in Glory Road
- Corrado Conforti in Bones
- Paolo Vivio in E.R. - Medici in prima linea
- Alessio De Filippis in Blue Mountain State